# 2078 Nanking
2078 Nanking è un asteroide areosecante. Scoperto nel 1975, presenta un'orbita caratterizzata da un semiasse maggiore pari a 2,3693012 UA e da un'eccentricità di 0,3732858, inclinata di 20,17420° rispetto all'eclittica.
L'asteroide è dedicato a Nanchino, la città cinese dove è situato l'Osservatorio della Montagna Purpurea, in cui l'asteroide venne scoperto.